# 147 (število)
147 (stó sédeminštírideset) je naravno število, za katero velja 147 = 146 + 1 = 148 - 1.
Sestavljeno število